# 布雷西亞音樂學院
布雷西亞音樂學院﹙義大利語： 或簡稱：義大利語：﹚，全名義大利國立布雷西亞「盧卡‧馬倫濟歐」音樂學院，位於義大利布雷西亞市，是義大利高等藝術音樂舞蹈學校﹙AFAM﹚教育系統的國立音樂學院之一。

## 學院簡史
國立布雷西亞「盧卡‧馬倫濟歐」音樂學院於1971年1月10日依當時新教育法案建制，其前身為在布雷西亞市設立超過一世紀的 A. Venturi 私立音樂專科；同時根據同一法案正式設立沿續原機構功能的中學部門。
早在1864年由私人協會於布雷西亞市建立的第一個以大眾免費教育為目標的音樂專科，於兩年後轉型為愛樂學校，並以資助者 --熱愛音樂的自然科學教授及小提琴收藏家——卡洛‧安東尼奧‧文圖里為名。其一百餘年的歷史，訴說了布雷西亞地區音樂文化的演進，催生了從小提琴家安東尼奧‧巴齊尼到鋼琴家阿图罗·贝内德蒂·米凯兰杰利等眾多富有盛名的人物，更見證了前衛學術研究及藝術發展的一段成長歷程。
在這段時間中數量持續大增的學生以及教職記錄了學院的發展。到了改制後的1993年，有鑒於學科的完備以及教授們在音樂文化上的高度聲望，布雷西音樂學院已成為義大利最重要的學校之一，重新以生於布雷西亞並在音樂史上留名的重要作曲家盧卡‧馬倫濟歐﹙Luca Marenzio （页面存档备份，存于）﹚命名。
時至今日，國立布雷西亞音樂院已經在布雷西亞市的音樂活動中佔有最重要的地位，並且與都市的發展動能緊密地相關聯。

## 校區規劃
布雷西亞「盧卡‧馬倫濟歐」音樂學院座落於義大利布雷西亞市中心，校區由一個舊式奧古斯丁修道院以及另一個由建築師 Donegani 設計的十九世紀風格宮廷式大院落所組成。
當前校區各部份，在布雷西亞省、市以及 Cariplo 基金會的推動下，逐一以最佳化空間使用為目的進行重大翻修、更新工程，預計在短期內完工。
布雷西亞音樂學院共有三個演奏廳：Pietro Da Cemmo 廳、Bazzini 小廳、塔樓廳，都具備管風琴與鋼琴，音樂活動、期末發表、比賽、研討會及合唱與樂團演練一般都會被安排在這裡。部份的發表會與音樂會則會被按排到位於市中心另一區的 San Carlino 劇院舉辦。
相鄰於學院的前 S. Barnaba 教堂近年已經改建成了擁有400個座位的音樂廳；布雷西亞市政府與學院協議可讓音樂廳作為學院師生藝術與學術演出之用。